# Smoke and Fire (песня Сабрины Карпентер)
"Smoke and Fire" - песня, записанная американской певицей Сабриной Карпентер и выпущенная лейблом Hollywood Records 19 февраля 2016 года. Первоначально песня должна была стать ведущим синглом с ее второго студийного альбома Evolution, но была исключена из трек-листа; Карпентер позже сказала, что это связано с тем, что "evolution" появилась после этой песни. Позже "On Purpose" заменила ее в качестве ведущего сингла. Песня была спродюсирована Идо Змишлани и написана Карпентером и Змишлани. Это песня в стиле синти-поп с элементами поп-музыки, а в текстовом плане это песня о расставании, которая выражает чувства, испытываемые после разрыва отношений. Песня получила в целом положительные отзывы критиков. За первую неделю было продано 6012 цифровых копий песни.

## Предыстория и запись
Карпентер заявила, что написала эту песню в 2015 году, и это была первая история, которую она хотела рассказать на своем готовящемся к выходу альбоме, у которого на тот момент не было названия. Карпентер заявила, что она все еще экспериментирует с новыми звуками музыки и пишет гораздо больше. Она сказала, что научилась больше пользоваться Интернетом, например, она использовала Rhyme Zone для написания "Smoke and Fire" вместе с другими песнями из своего второго альбома.
Когда Карпентер спросили, что повлияло на нее при написании "Smoke and Fire", она ответила, что, по ее мнению, это была просто "естественная зрелость" и что стиль музыки на ее предыдущем альбоме "Eyes Wide Open" дал ей возможность более свободно относиться к тому, к чему она в конечном итоге придет на будущих альбомах, потому что она верил, что музыка - это прежде всего развитие, изменение, взросление и попытки делать что-то новое. Она не считает "Smoke and Fire" исключительно личной песней, скорее она надеется, что она поднимет настроение любому, кто ее послушает. Ей казалось, что она черпала вдохновение из темы, которая не была хорошей, и превратила ее в нечто стоящее. Она говорит, что выбрала этот сингл в качестве ожидаемого первого сингла, потому что чувствовала, что это отличный переход и развитие от Eyes Wide Open. Карпентер помогла выбрать звучание для песни и написала ее в соавторстве с Идо Змишлани. Она утверждает, что в "Smoke and Fire" есть много элементов, которые задают звучание и тон для остального альбома, который на тот момент готовился к выходу.
В то время как поклонники возлагали большие надежды на то, что "Smoke and Fire" войдет в новый альбом Карпентер, в конце июля Карпентер выпустила "On Purpose", который, как выяснилось, станет ведущим синглом ее второго альбома. В сентябре она объявила название альбома Evolution, а также его трек-лист и обложку. Поклонники заметили, что "Smoke and Fire" не было в списке треков, и Карпентер позже подтвердил в Твиттере одному из фанатов (который спросил, почему "Smoke and Fire" не было на альбоме), что "evolution" появилась после "Smoke and Fire".
Помимо продюсирования "Smoke and Fire", Идо Змишлани выступил инженером трека. Сербан Геня смикшировал трек, а Крис Герингер сделал мастеринг звука в студии Sterling Sound в Нью-Йорке.

## Композиция
"Smoke and Fire" - это поп-песня продолжительностью три минуты и сорок пять секунд с элементами синти-поп музыки. Согласно нотам, опубликованным на сайте Musicnotes.com. Песня написана в ритме обычного времени с умеренной частотой 84-88 ударов в минуту. Она написана в тональности си минор, а вокальный диапазон Карпентера простирается от низких Фа# 3 до В4, таким образом, диапазон Карпентера составляет почти одну октаву. В лирическом плане "Smoke and Fire" - это песня о расставании, которая выражает чувства, испытываемые после разрыва отношений.

## Музыкальное видео
Музыкальное видео было выпущено 11 марта 2016 года на Vevo и YouTube. По словам Карпентер, видео "демонстрирует воспоминания о невинной истории любви в разгар красоты и разбитого сердца после расставания". В одном из эпизодов видео парень Карпентер навещает ее во время урока танцев. Он пытается уговорить ее пойти с ним, но она игнорирует его и продолжает танцевать. Позже они вместе покидают танцевальный класс. Когда они идут по улице, парень Карпентер дарит ей ожерелье. На протяжении всего видео Карпентер теребит ожерелье. Видео заканчивается тем, что она выбрасывает ожерелье в мусорное ведро.

## Живые выступления
Карпентер дебютировала на дневном телевидении 17 марта 2016 года, исполнив "Smoke and Fire" в прямом эфире с Келли и Райаном. Песня была исполнена на Disney Channel в 2016 году на Radio Disney Music Awards и на Musikfest 2016. Карпентер исполнила песню на сцене Honda в театре iHeartRadio в Лос-Анджелесе вместе с некоторыми каверами и песнями из своего первого и второго альбомов. Песня была частью ее дебютного тура в качестве хедлайнера, став первой песней, которая была исполнена. Эта песня была включена в турне De-Tour и стала второй песней, которая была исполнена.

## Кредиты и персонал

### Запись и менеджмент
Мастеринг в Sterling Sound (Нью-Йорк)
Seven Summits Music (BMI), obo и Pink Mic Music (BMI), песни издательства Universal, Inc/Music of Liberal Arts Publishing/Zmishlany Music (BMI).

### Персонал
Сабрина Карпентер – вокал, автор песен
Идо Змишлани – автор песен, продюсирование, инженерия
Сербан Генья – сведение
Крис Герингер – мастеринг
Титры взяты из Tidal notes.

## История выпуска
| Страна            | Дата            | Формат                                 |
| ----------------- | --------------- | -------------------------------------- |
| Общемировой       | 19 февраля 2016 | Цифровая загрузка                      |
| Соединенные Штаты | 15 марта 2016   | Contemporary hit radio                 |
| Австралия         | 24 октября 2017 | Современное хитовое радио для взрослых |